# Grand Prix de Pau 1933

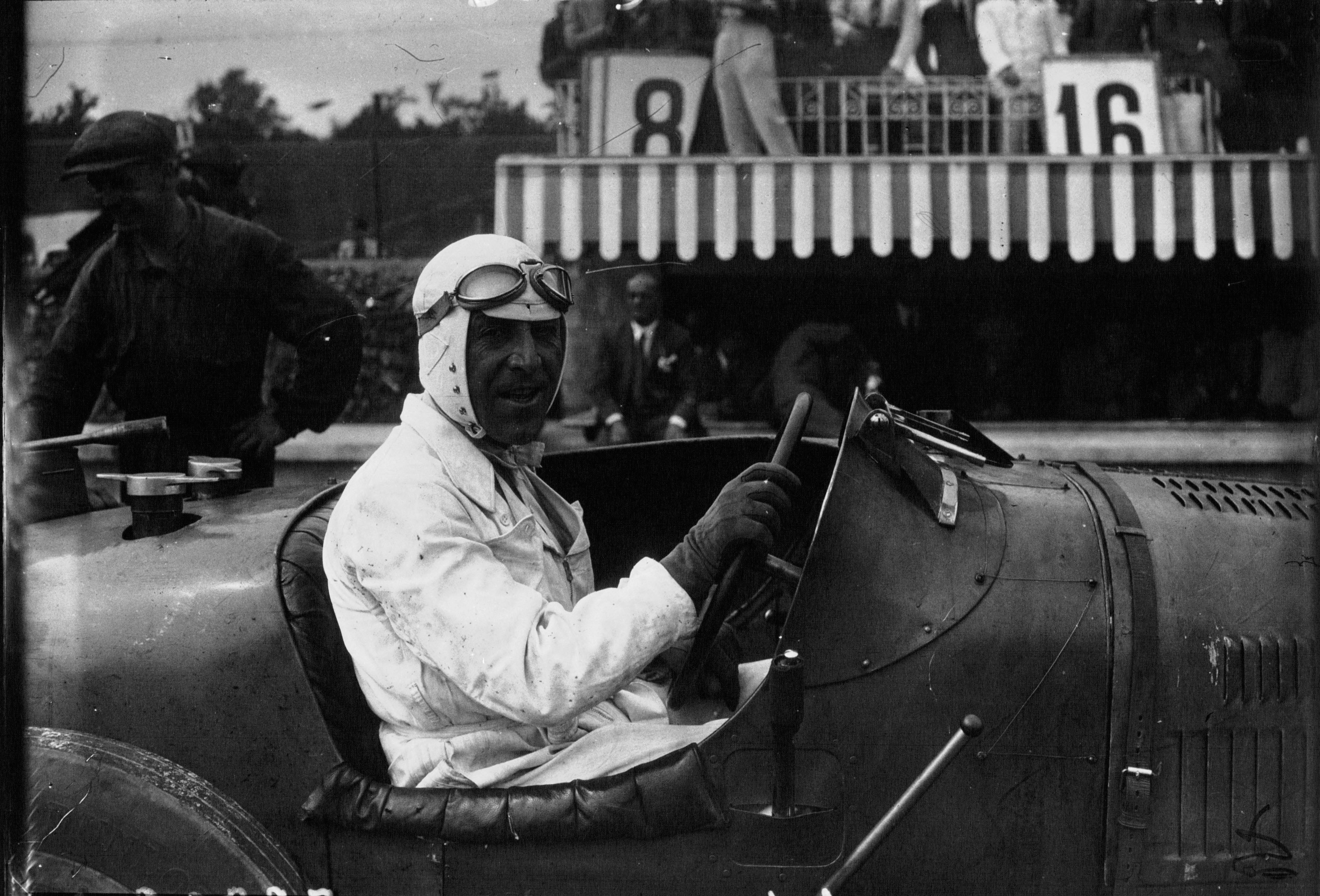
Rennsieger Marcel Lehoux, hier 1930 in Monza

Der Grand Prix de Pau 1933 war der erste Saisonlauf 1933 und fand am 19. Februar auf dem 2,834 km langen Straßenkurs der französischen Stadt Pau statt. Diese Streckenvariante wurde nur in diesem Jahr gefahren. Der ungewöhnlich frühe Zeitpunkt für ein europäisches Rennen wurde gewählt, weil Pau seinen Ruf als Winterkurort aufrechterhalten wollte. Das Rennen war Bestandteil einer großen Automobil-Festwoche. Während das Training noch bei klarem Wetter stattfand, schneite es am Renntag.

## Rennen
Gemeldet waren zu diesem Grand Prix nahezu ausschließlich französische Fahrer. Als Marke war Bugatti vorherrschend, wobei allerdings nur René Dreyfus Werksfahrer war; alle anderen Fahrer setzten ihre Wagen privat ein.
Das Training am Freitag fand unter milden Wetterbedingungen statt. Die Zuschauer konnten die ersten Tests kostenlos verfolgen. Zehn Fahrer nutzten die Gelegenheit, die neue Strecke kennenzulernen. Marcel Lehoux und Philippe Étancelin fuhren mit 1:56 Minuten die jeweils schnellsten Zeiten, Stanisław Czaykowski war drei Sekunden langsamer. Alle anderen Fahrer waren nicht in der Lage die Zwei-Minuten-Marke zu unterbieten. Am Samstag änderten sich die Wetterbedingungen und es wurde zunehmend kälter und regnerisch. Marcel Lehoux konnte erneut die schnellste Runde des Tages einfahren, allerdings um sieben Sekunden langsamer als am Vortag. Am Abend begann es zu schneien. Der schwere, nasse Schnee bedeckte rasch die Straßen der Stadt und so auch die Rennstrecke. Die Organisatoren waren zunächst unsicher, wie sie vorgehen sollten, kamen aber nach Rücksprache mit den Fahrern zu dem Entschluss, das Rennen unter diesen unwirtlichen Bedingungen abzuhalten. Kurz vor dem Start wurde die Strecke, so gut es ging, vom Schnee befreit und anschließend mit Salz gestreut. Als die Fahrer die Startpositionen einnahmen, blieb der dreizehnte Startplatz, der Jean-Pierre Wimille zugelost worden war, leer, weil der Fahrer sich verspätete.
Um 14 Uhr senkte der Sportreporter und Rennleiter Charles Faroux die Startflagge zum ersten Rennen auf dem Circuit de Pau-Ville. Durch das starke Schneetreiben war die Sicht äußerst schlecht und die Bodenhaftung gleich null. Dennoch schafften es alle Fahrer unfallfrei um die ersten Runden. Nach etwa zwei bis drei Runden ließ der Niederschlag nach und es bildeten sich Spurrillen im Schnee auf der Fahrbahn. In den Spurrillen bildete sich Schmelzwasser, das zusammen mit Schnee und Streugut eine rutschige Mischung bildete. Ohne Schutzbleche hinter den Reifen wirbelte der Schneematsch auf und blieb an den Frontscheiben und Schutzbrillen der Hinterherfahrenden haften. Auch die Luftzufuhr zu den Kühlern wurde stark beeinträchtigt. Überholmanöver wurden vermieden, die Fahrer hatten genug damit zu tun, die Wagen auf der Straße zu halten. Trotz der unwirtlichen Bedingungen gab es mit Robert Brunet lediglich einen unfallbedingten Ausfall.
Für den in Algerien geborenen Guy Moll, der von Pole gestartet den zweiten Platz errang, bedeutete dieses Rennen den Durchbruch im Grand-Prix-Sport.

## Ergebnisse

### Meldeliste
| Team                       | Nr. | Fahrer               | Chassis          | Motor                         | Reifen |
| -------------------------- | --- | -------------------- | ---------------- | ----------------------------- | ------ |
| Graf Stanisław Czaykowski  | 02  | Stanisław Czaykowski | Bugatti T51C     | Bugatti 2.0L I8               |        |
| Philippe Étancelin         | 04  | Philippe Étancelin   | Alfa Romeo Monza | Alfa Romeo 2.3L I8 Kompressor |        |
| Marcel Lehoux              | 06  | Marcel Lehoux        | Bugatti T51      | Bugatti 2.3L I8 Kompressor    | M      |
| Honoré Lormand             | 08  | Honoré Lormand       | Bugatti T35C     | Bugatti 2.0L I8 Kompressor    |        |
| Raoul Miquel               | 10  | Raoul Miquel         | Bugatti T51      | Bugatti 2.3L I8 Kompressor    |        |
| Jean Delorme               | 12  | Jean Delorme         | Bugatti T35C     | Bugatti 2.0L I8 Kompressor    |        |
| Louis Trintignant          | 14  | Louis Trintignant    | Bugatti T35C     | Bugatti 2.0L I8 Kompressor    |        |
| Pierre Félix               | 16  | Pierre Félix         | Alfa Romeo Monza | Alfa Romeo 2.3L I8 Kompressor |        |
| Guy Moll                   | 18  | Guy Moll             | Bugatti T35C     | Bugatti 2.0L I8 Kompressor    | M      |
| Benoît Falchetto           | 20  | Benoît Falchetto     | Bugatti T51      | Bugatti 2.3L I8 Kompressor    |        |
| Paul Morand                | 22  | Paul Morand          | Bugatti T35B     | Bugatti 2.3L I8 Kompressor    |        |
| Robert Brunet              | 24  | Robert Brunet        | Bugatti T51      | Bugatti 2.3L I8 Kompressor    |        |
| Automobiles Ettore Bugatti | 26  | René Dreyfus         | Bugatti T51      | Bugatti 2.3L I8 Kompressor    | M      |
| Jean Gaupillat             | 28  | Jean Gaupillat       | Bugatti T51      | Bugatti 2.3L I8 Kompressor    |        |
| Jean de Maleplane          | 30  | Jean de Maleplane    | Maserati 26M     | Maserati 2.5L I8 Kompressor   |        |
| Jean-Pierre Wimille        | 32  | Jean-Pierre Wimille  | Alfa Romeo Monza | Alfa Romeo 2.3L I8 Kompressor |        |
| Marcel Jacob               | 34  | Marcel Jacob         | Bugatti T35C     | Bugatti 2.0L I8 Kompressor    |        |
| Guy Bouriat                | 36  | Guy Bouriat          | Bugatti T51      | Bugatti 2.3L I8 Kompressor    |        |

### Rennergebnis
| Pos. | Fahrer               | Konstrukteur | Runden | Stopps | Zeit        | Start | Schnellste Runde | Ausfallgrund    |
| ---- | -------------------- | ------------ | ------ | ------ | ----------- | ----- | ---------------- | --------------- |
| 01   | Marcel Lehoux        | Bugatti      | 80     |        | 2:54:06,800 | 16    |                  |                 |
| 02   | Guy Moll             | Bugatti      | 80     |        | + 59,800    | 1     |                  |                 |
| 03   | Philippe Étancelin   | Alfa Romeo   | 80     |        | + 1:17,400  | 7     | 2:01,000         |                 |
| 04   | René Dreyfus         | Bugatti      | 80     |        | + 1:39,200  | 11    |                  |                 |
| 05   | Guy Bouriat          | Bugatti      | 80     |        | + 2:45,200  | 10    |                  |                 |
| 06   | Louis Trintignant    | Bugatti      | 79     |        | + 1 Runde   | 15    |                  |                 |
| 07   | Jean de Maleplane    | Maserati     | 76     |        | + 4 Runden  | 3     |                  |                 |
| 08   | Marcel Jacob         | Bugatti      | 75     |        | + 5 Runden  | 9     |                  |                 |
| 09   | Jean Delorme         | Bugatti      | 62     |        | + 18 Runden | 5     |                  |                 |
| —    | Stanisław Czaykowski | Bugatti      | 55     |        | DNF         | 4     |                  | Achsbruch       |
| —    | Pierre Félix         | Alfa Romeo   | 55     |        | DNF         | 2     |                  | Mechanik        |
| —    | Paul Morand          | Bugatti      | 50     |        | DNF         | 14    |                  | Mechanik        |
| —    | Jean Gaupillat       | Bugatti      | 50     |        | DNF         | 6     |                  | Mechanik        |
| —    | Honoré Lormand       | Bugatti      | 30     |        | DNF         | 12    |                  | Getriebeschaden |
| —    | Robert Brunet        | Bugatti      | 30     |        | DNF         | 17    |                  | Unfall          |
| —    | Benoît Falchetto     | Bugatti      | 1      |        | DNF         | 18    |                  | Mechanik        |
| —    | Jean-Pierre Wimille  | Alfa Romeo   |        |        | DNS         | 13    |                  |                 |